# 天主教雅西教區
天主教雅西教區（拉丁語：Dioecesis Iasensis）是羅馬尼亞一個羅馬天主教教區。
範圍包括摩爾達維亞地區，共八個縣。屬布加勒斯特總教區。面積46,378平方公里，2006年有教友255,798人、130個堂區、364名司鐸。
歷史上教廷在摩爾達維亞地區不同城市建立教區，直至1818年在雅西成立監牧區。1884年6月27日升為教區。
現任主教為若瑟·保萊茨，榮休主教為伯多祿·蓋爾格爾。